# نيل هوارث
نيل هوارث (بالإنجليزية: Neil Howarth)‏ (15 نوفمبر 1971 ببولتن في المملكة المتحدة - ) هو لاعب كرة قدم بريطاني في مركز الدفاع. شارك مع منتخب إنجلترا لكرة القدم C ‏. أما مع النوادي، فقد لعب مع ماكليسفيلد تاون ونادي بيرنلي ونادي تشورلي ونادي كيدرمينستر هاريرز لكرة القدم ونادي تلفورد يونايتد ونادي تشيلتنهام تاون لكرة القدم.

## وصلات خارجية
- نيل هوارث على موقع قاعدة بيانات كرة القدم.إي يو (الإنجليزية)
- نيل هوارث على موقع Soccerbase.com (لاعب) (الإنجليزية)